# 豊島明好
豊島 明好（とよしま あきよし、1990年1月16日 - ）は、石川県加賀市出身の元プロ野球選手（投手）。左投左打。現在は横浜DeNAベイスターズのファームマネージャー兼打撃投手を務めている。

## 経歴
中学1年生で父を急性心筋梗塞で、2年生で母を乳がんで相次いで亡くし、13歳年上の姉に面倒を見てもらっていた。北陸大谷高等学校時代は野球部監督の自宅で下宿し、毎朝5時に起床し午後9時頃まで野球に没頭する生活を送っていた。北海道日本ハムファイターズの入団テストを受け合格し、2007年の高校生ドラフト会議で日本ハムに6巡目で指名され、契約金1500万円、年俸450万円で入団。
2008年、オープン戦で好投し、セ・パ両リーグの高卒新人で唯一、日本ハムの高卒新人投手では工藤幹夫以来29年ぶりとなる開幕一軍に選ばれると、同年3月26日の開幕5戦目・対埼玉西武ライオンズ戦（札幌ドーム）で0-8とリードされた8回に初登板を果たし、1回を三者凡退に抑えた。これがNPB史上初の平成生まれの選手の一軍出場となった。同年4月2日の対福岡ソフトバンクホークス戦（北九州市民球場）で0-9とリードされた7回に2試合目の登板を果たし1回を無失点に抑えたが、これが最後の一軍出場となった。二軍では17試合に登板するも、0勝4敗、防御率6.12であった。
翌2009年3月17日のオリックス・バファローズとのオープン戦では6回表にグレッグ・ラロッカ、アレックス・カブレラ、タフィ・ローズ、ホセ・フェルナンデスの外国人カルテットに1イニング4本塁打を浴びるなど、低迷が続いた。この年は一軍出場が無く、二軍では21試合に登板し、0勝1敗、防御率5.28であった。
2010年も一軍出場が無く、二軍でも26試合登板で防御率6.65と結果を残せず、同年10月1日に戦力外通告を受けた。本人は現役続行を望んでいたため合同トライアウトを受験する予定だったが、11月5日に自身のブログで現役引退と、横浜ベイスターズ（2012年より横浜DeNAベイスターズ）の打撃投手就任を表明した。
2019年よりDeNAのファームマネージャー兼チームサポーターに就任。

## 選手としての特徴
小柄ながら140km/h前後のキレのあるストレート、スライダー・カーブといった変化球を操る左腕。マウンド上で動じない精神力も武器。

## 詳細情報

### 年度別投手成績
| 年 度     | 球 団     | 登 板 | 先 発 | 完 投 | 完 封 | 無 四 球 | 勝 利 | 敗 戦 | セ 丨 ブ | ホ 丨 ル ド | 勝 率 | 打 者 | 投 球 回 | 被 安 打 | 被 本 塁 打 | 与 四 球 | 敬 遠 | 与 死 球 | 奪 三 振 | 暴 投 | ボ 丨 ク | 失 点 | 自 責 点 | 防 御 率 | W H I P |
| --------- | --------- | ----- | ----- | ----- | ----- | -------- | ----- | ----- | -------- | ----------- | ----- | ----- | -------- | -------- | ----------- | -------- | ----- | -------- | -------- | ----- | -------- | ----- | -------- | -------- | ------- |
| 2008      | 日本ハム  | 2     | 0     | 0     | 0     | 0        | 0     | 0     | 0        | 0           | ----  | 8     | 2.0      | 1        | 0           | 1        | 0     | 0        | 0        | 0     | 0        | 0     | 0        | 0.00     | 1.00    |
| 通算：1年 | 通算：1年 | 2     | 0     | 0     | 0     | 0        | 0     | 0     | 0        | 0           | ----  | 8     | 2.0      | 1        | 0           | 1        | 0     | 0        | 0        | 0     | 0        | 0     | 0        | 0.00     | 1.00    |

### 記録
- 初登板：2008年3月26日、対埼玉西武ライオンズ戦1回戦（札幌ドーム）、8回表に3番手で救援登板、1回無失点

### 背番号
- 67 （2008年 - 2010年）
- 109 （2011年 - 2014年）
- 124 （2015年 - ）

### 登場曲
- 『Shake It Up』 / 倖田來未 （2008年 - 2010年）　※倖田來未のファンクラブにも入会していた[5]。